# Deuterixys condarensis
Deuterixys condarensis är en stekelart som först beskrevs av Vladimir Ivanovich Tobias 1960.  Deuterixys condarensis ingår i släktet Deuterixys och familjen bracksteklar. Inga underarter finns listade i Catalogue of Life.